# Pertangguhan
Pertangguhan is een bestuurslaag in het regentschap Deli Serdang van de provincie Noord-Sumatra, Indonesië. Pertangguhan telt 3151 inwoners (volkstelling 2010).